# Liên hoan phim Cannes
Liên hoan phim Cannes (tiếng Pháp: le Festival international du film de Cannes hay đơn giản là le Festival de Cannes) là một trong những liên hoan phim có uy tín nhất thế giới, được tổ chức lần đầu vào 20 tháng 9 đến 5 tháng 10 năm 1946 tại thành phố nghỉ mát Cannes, ở phía nam nước Pháp. Từ đó, liên hoan phim được tổ chức hàng năm trong tháng 5 với một số ngoại lệ.
Thu hút số lượng lớn các phương tiện truyền thông tham gia đưa tin, Liên hoan không mở cửa cho công chúng, trong đó có sự hiện diện của nhiều ngôi sao điện ảnh và là nơi gặp gỡ ưa thích của các nhà sản xuất phim để trình làng những bộ phim mới nhất và cố gắng bán xuất phẩm của họ cho các nhà phân phối đến từ khắp nơi trên thế giới.
Giải thưởng uy tín nhất được trao ở Cannes là Palme d'Or (giải Cành Cọ Vàng) cho phim Xuất sắc nhất; giải thưởng này thỉnh thoảng cũng được trao đồng thời cho nhiều phim trong năm. Tuy nhiên, ban giám khảo của Liên hoan, gồm một nhóm những chuyên gia điện ảnh quốc tế được chọn lựa, cũng trao tặng những giải thưởng khác, bao gồm "Giải thưởng lớn" (Grand Prix - giải thưởng quan trọng thứ hai).
Với lịch sử và uy tín lâu đời, Liên hoan phim quốc tế Cannes được xem là một trong năm liên hoan phim quốc tế lớn nhất Thế Giới, cùng với Liên hoan phim Venezia, Liên hoan phim quốc tế Berlin, Liên hoan phim quốc tế Toronto và Liên hoan phim Sundance.

## Lịch sử

### Ý tưởng
Vào cuối thập niên 1930, bất bình trước sự can thiệp của các chính phủ phát xít Đức và Ý vào việc lựa chọn phim của Liên hoan phim Venezia (Mostra de Venise), Émile Vuillermoz và René Jeanne đã đưa ra đề nghị với Jean Zay, bộ trưởng Bộ truyền thông và nghệ thuật (Ministre de l'Instruction publique et des Beaux-Arts) về việc thành lập một liên hoan điện ảnh quốc tế ở Pháp. Ý tưởng này đã được cả Jean Zay và những quốc gia đồng minh của Pháp như Anh và Mỹ ủng hộ. Vượt qua nhiều thành phố ửng cử viên như Vichy, Biarritz hay Alger, thành phố biển phía Nam Cannes đã được chọn làm thành phố đăng cai sự kiện quan trọng này còn Philippe Erlanger được cử làm người phụ trách đầu tiên của liên hoan phim.
Năm 1939, Louis Lumière, một trong hai người khai sinh ra nền điện ảnh, đồng ý trở thành chủ tịch của liên hoan phim Cannes đầu tiên dự kiến tổ chức từ ngày 1 đến ngày 30 tháng 9 năm 1939. Với ý tưởng "khuyến khích sự phát triển của nghệ thuật điện ảnh trên mọi hình thức và xây dựng tinh thần cộng tác giữa các nhà điện ảnh đến từ các quốc gia khác nhau" ("encourager le développement de l'art cinématographique sous toutes ses formes et créer entre les pays producteurs de films un esprit de collaboration"), ban tổ chức đã lựa chọn 4 bộ phim của Pháp (gồm L'Enfer des anges của Christian-Jaque, La Charrette fantôme của Julien Duvivier, La Piste du nord của Jacques Feyder và L'Homme du Niger của Jacques de Baroncelli) cùng một số bộ phim nước ngoài (trong đó có The Wizard of Oz của Victor Fleming, Goodbye Mr Chips của Sam Wood và The Four Feathers của Zoltan Korda) dự tranh giải thưởng của liên hoan phim. Việc thiết kế áp phích của liên hoan được giao cho họa sĩ người địa phương Jean-Gabriel Domergue.
Từ tháng 8, các ngôi sao điện ảnh bắt đầu tụ hội ở Cannes. Hãng Metro-Goldwyn-Mayer thuê hẳn một chuyến tàu vượt Đại Tây Dương để đưa các ngôi sao Hollywood như Tyrone Power, Gary Cooper, Annabella, Norma Shearer hay George Raft tới tham dự liên hoan phim. Nhiều sự kiện và lễ hội lớn được dự kiến tổ chức trong thời gian liên hoan phim. Lấy cảm hứng từ bộ phim Quasimodo, các nghệ sĩ Mỹ thậm chí còn định xây dựng một phiên bản của Nhà thờ Đức Bà Paris trên bãi biển Cannes. Tuy nhiên vào đúng ngày khai mạc dự kiến liên hoan phim, ngày 1 tháng 9 năm 1939 lại cũng là ngày các đơn vị lính Đức Quốc xã tấn công Ba Lan mở màn cho Chiến tranh thế giới thứ hai, hai ngày sau đó Anh và Pháp tuyên chiến với Đức, ý tưởng về liên hoan phim Cannes bị tạm hoãn vô thời hạn.

### Hình thành
Chỉ một năm sau khi chiến tranh kết thúc, liên hoan phim Cannes đầu tiên được chính thức tổ chức từ ngày 20 tháng 9 đến ngày 5 tháng 10 năm 1946 tại tòa nhà cũ của casino Cannes nhờ sự giúp đỡ của Liên đoàn Lao động Pháp (Confédération générale du travail) mà đạo diễn Louis Daquin là một thành viên. Lần tổ chức đầu tiên này của liên hoan phim được Bộ Ngoại giao Pháp và chính quyền thành phố Cannes hỗ trợ về tài chính. Để tránh sự cạnh tranh không cần thiết của hai liên hoan phim hàng đầu châu Âu, chính phủ Pháp và Ý đã thỏa thuận rằng Liên hoan phim Cannes và Liên hoan phim Venezia sẽ được tổ chức xen kẽ theo năm. Tuy nhiên thành công tức thời của Liên hoan phim Cannes 1946 đã thúc đẩy các nhà điện ảnh Pháp, những người không được biết về quyết định của hai chính phủ từ đầu, dự định tổ chức liên hoan phim thứ hai vào ngay năm 1947.
Bất chấp sự từ chối hỗ trợ tài chính từ phía chính phủ Pháp, Liên hoan phim Cannes 1947 vẫn được tổ chức tại Cung Liên hoan và Hội nghị Cannes (còn gọi là Cung Croisette), tòa nhà được xây mới ngay sau thành công của liên hoan phim Cannes đầu tiên với sự ủng hộ của chính quyền thành phố Cannes. Cung Croisette được khánh thành chính thức ngày 11 tháng 9 năm 1947 và liên hoan phim được tổ chức tại đây từ ngày 12 đến ngày 25 tháng 9. Được xây dựng gấp nhằm phục vụ liên hoan phim, phần mái của cung Croisette thực tế vẫn chưa được hoàn thành và nó đã bị phá hủy sau một cơn giông lớn vào những ngày cuối của liên hoan buộc các nhà tổ chức phải dời lễ bế mạc và trao giải tới sòng bạc thành phố. Tại liên hoan phim thứ hai này, liên đoàn Fédération CGT của giới giải trí bắt đầu đóng vai trò chính trong thành phần ban tổ chức, quy định về việc các thành viên ban giám khảo phải đến từ các quốc gia khác nhau nhằm đảm bảo tính công bằng của quyết định cũng trở thành nguyên tắc của liên hoan phim Cannes. Người được chọn làm chủ tịch Liên hoan phim Cannes 1947 là Robert Favre Le Bret. Ông đã cho thành lập Ủy ban lựa chọn tác phẩm (Commission de sélection) với quy trình đơn giản: Trung tâm Điện ảnh Quốc gia Pháp (Centre national de la cinématographie) cung cấp cho Ủy ban thời gian và quy định lựa chọn tác phẩm của các liên hoan phim khác nhằm xác định thời hạn chọn tác phẩm của liên hoan phim Cannes, tiếp đó các nhà sản xuất phim sẽ được mời gửi tác phẩm của họ tới liên hoan để từ đó Ủy ban có thể xác định các bộ phim chính thức tham gia liên hoan. Các bộ phim được chọn còn phải tuân thủ các quy định về kiểm duyệt của Pháp vì vậy danh sách phim dự tranh liên hoan sau khi được Ủy ban lựa chọn hoàn thành còn phải đệ trình Bộ Văn hóa Pháp (cơ quan chủ quản của Trung tâm Điện ảnh Quốc gia) và Bộ Ngoại giao Pháp để thông qua, đây là quy định bắt buộc trong thời gian Chiến tranh lạnh.
Vào thời gian đầu tổ chức, liên hoan phim Cannes gặp rất nhiều khó khăn về tài chính (dẫn đến việc không thể tổ chức vào các năm 1948 và 1950) cùng sự cạnh tranh của các liên hoan phim mới liên tục được thành lập ở châu Âu. Từ năm 1951, thời gian tổ chức của liên hoan phim Cannes được lùi xuống mùa Xuân để tránh sự cạnh tranh với các liên hoan phim lớn khác ở Venezia và Locarno. Bốn năm sau đó, giải Cành cọ vàng (Palme d'or) được thành lập theo ý tưởng của Robert Favre Le Bret để trở thành giải thưởng chính của liên hoan phim, thay thế cho Giải thưởng lớn (Grand prix). Mẫu giải thưởng được làm theo thiết kế của Lucienne Lazon, bộ phim đầu tiên được trao giải thưởng này là Marty của Delbert Mann. Từ năm 1955 cho tới nay giải Cành cọ vàng được trao hàng năm, trừ quãng thời gian từ 1964 đến 1974 khi nó được thay thế bằng giải thưởng cũ Grand prix. Cũng tại Liên hoan phim Cannes 1955, một mối tình hiếm có giữa hoàng tử Rainier của Monaco và ngôi sao điện ảnh Grace Kelly đã bắt đầu. Họ kết hôn chỉ một năm sau và Kelly sinh cho hoàng gia Monaco ba người con trước khi qua đời vì một tai nạn ô tô.

### Phát triển
Vào năm 1959, Hội chợ phim Cannes (Marché du film de Cannes) bắt đầu được tổ chức song song với liên hoan phim. Hội chợ phim giúp Liên hoan phim Cannes từ một sự kiện nghệ thuật điện ảnh đơn thuần trở thành một sự kiện lớn của ngành công nghiệp điện ảnh với cả khía cạnh thương mại và trao đổi tác phẩm giữa các nền điện ảnh khác nhau, đây là mô hình hội chợ phim đầu tiên trên thế giới. Tính đến năm 2007, hội chợ đã đón tiếp hơn 10.000 người tham gia đến từ 91 quốc gia khác nhau. Từ năm 1962, một hoạt động mới khác được tổ chức bên cạnh liên hoan phim Cannes, đó là Tuần lễ phê bình phim quốc tế (Semaine Internationale de la Critique) với mục đích tôn vinh những tác phẩm đầu tay của các nhà điện ảnh trên thế giới ("mettre à l'honneur les premières et deuxièmes œuvres des cinéastes du monde entier"). Trong tuần lễ này, ngoài bảy phim điện ảnh dài và bảy phim ngắn dự thi chính thức, các nhà tổ chức còn cho giới thiệu nhiều bộ phim không dự thi của các nhà điện ảnh trẻ tại các buổi chiếu riêng. Nhiều nhà điện ảnh trẻ nổi tiếng đã được phát hiện từ các tuần lễ phim này như François Ozon, Alejandro González Iñárritu, Julie Bertuccelli hay Eleonore Faucher. Năm 1965, để tưởng nhớ tới nhà điện ảnh Jean Cocteau, người qua đời ngày 11 tháng 10 năm 1963, liên hoan phim đã quyết định tôn vinh Cocteau là chủ tịch danh dự trọn đời của liên hoan phim Cannes. Một năm sau đó, ban giám khảo liên hoan phim Cannes lần đầu tiên có một chủ tịch là nữ giới, đó là nữ diễn viên người Mỹ Olivia de Havilland.
Sự phát triển nhanh chóng của liên hoan phim Cannes bị gián đoạn vào năm 1968 bởi sự kiện 19 tháng 5 năm 1968. Do các trường đại học bị đóng cửa bởi những cuộc biểu tình, bãi khóa của giới sinh viên, các buổi chiếu chính thức của liên hoan phim thường xuyên bị gián đoạn bởi những cuộc tuần hành của sinh viên. Từ ngày 13 tháng 5, sinh viên bắt đầu chiếm giữ Cung Liên hoan và Hội nghị. Ngày 18 tháng 5, nhiều nhà điện ảnh như François Truffaut, Jean-Luc Godard, Claude Lelouch, Richard Berry, Roman Polanski, Louis Malle và Jean-Pierre Léaud cũng tham gia các cuộc biểu tình của sinh viên lúc đó đang làm rung chuyển cả thành phố Cannes. Bên cạnh mục đích của các cuộc tuần hành sinh viên, những nhà điện ảnh biểu tình còn nhằm chống lại quyết định của bộ trưởng Bộ Văn hóa Pháp André Malraux về việc cách chức giám đốc Viện tư liệu phim Pháp (Cinémathèque française) của Henri Langlois. Để ủng hộ những người biểu tình, nhiều nhà làm phim như Alain Resnais, Carlos Saura và Miloš Forman đã rút phim của họ khỏi cuộc thi chính thức của liên hoan phim. Từ một đại hội điện ảnh, Cannes đã biến thành một sự kiện chính trị. Ngày 19 tháng 5, các nhà tổ chức đưa ra quyết định lần đầu tiên trong lịch sử ngừng tiến hành liên hoan phim Cannes.

### Thay đổi lớn
Năm 1969, Pierre-Henri Deleau sáng lập ra Hai tuần của các đạo diễn (Quinzaine des réalisateurs). Hai tuần của các đạo diễn được lập ra nhằm giới thiệu các bộ phim quốc tế của những đạo diễn còn ít tên tuổi và không có cơ hội dự thi chính thức ở Cannes với khẩu hiệu "Điện ảnh tự do" ("Cinéma en liberté"). Trong lần tổ chức đầu tiên, đã có 62 phim dài và 26 phim ngắn được trình chiếu miễn phí cho công chúng. Tác phẩm khai mạc cho sự kiện là bộ phim Cuba La Première charge của đạo diễn Manuel Octavio Gómez, ngay lập tức nó đã được các nhà phân phối phim của Nhật Bản đặt mua.
Năm 1972, cơ cấu lãnh đạo của liên hoan phim có thay đổi lớn khi Robert Favre Le Bret được chỉ định làm chủ tịch liên hoan phim (président) còn Maurice Bessy được chọn làm Tổng đại diện liên hoan phim (délégué général). Ban lãnh đạo mới đã tiến hành thay đổi cách lựa chọn phim tham gia dự thi tại Cannes. Nếu như trước kia các bộ phim quốc tế được các chính phủ gửi tới tham dự thi thì từ năm 1972, ban lãnh đạo liên hoan phim cho thành lập hai hội đồng lựa chọn phim riêng, một cho phim Pháp và một cho phim quốc tế. Sự thay đổi này đã gây ra một số khó khăn cho việc lựa chọn phim tham gia Liên hoan phim Cannes 1972. Tới năm 1978, cơ cấu lãnh đạo liên hoan phim lại một lần nữa thay đổi. Gilles Jacob được cử làm giám đốc liên hoan phim, ông đã cho thành lập giải thưởng mới Máy quay vàng (Caméra d'or) để trao cho phim đầu tay xuất sắc nhất được lựa chọn bởi một ban giám khảo riêng. Để trợ giúp cho các bộ phim ít tiếng tăm trong việc phát hành, Gilles Jacob cũng cho thành lập sự kiện Un Certain Regard (Một cách nhìn khác). Dưới sự lãnh đạo của Jacob, thời gian diễn ra liên hoan phim được giảm từ hai tuần xuống còn 13 ngày kéo theo việc giảm số lượng các phim chính thức dự tranh liên hoan phim. Một thay đổi lớn khác của liên hoan phim đó là thành phần ban giám khảo, nếu như trước kia thành viên ban giám khảo chủ yếu là các viện sĩ Viện Hàn lâm Điện ảnh thì từ năm 1978, những người được chọn thường là các nhà điện ảnh quốc tế có tên tuổi. Liên hoan phim Cannes cũng lần đầu được tường thuật liên tục trên truyền hình thông qua đài Antenne 2. Quy mô mở rộng của liên hoan phim Cannes khiến cho Cung Liên hoan và Hội nghị không còn đáp ứng được nhu cầu của công chúng. Năm 1983, Cung Liên hoan được mở rộng nhưng do sự thiếu nhất trí từ những người tổ chức công trình đã không hoàn thành kịp để phục vụ Liên hoan phim Cannes 1983 khiến cho lễ trao giải của liên hoan phim chút nữa phải hủy bỏ. Năm 1984 chứng kiến sự thay đổi vị trí chủ tịch liên hoan phim khi Pierre Viot được bầu thay thế Robert Favre Le Bret.
Liên hoan Cannes cũng dần trở thành nơi tôn vinh các nhà điện ảnh huyền thoại. Năm 1985 chỉ ít lâu sau khi đạo diễn nổi tiếng François Truffaut qua đời, tất cả các ngôi sao điện ảnh tham dự Liên hoan phim Cannes 1985 đã hội tụ để tưởng nhớ tới đạo diễn hàng đầu của điện ảnh Pháp. Vài năm sau đó, tại Liên hoan phim Cannes 1989, các con và cháu của Charlie Chaplin cũng được mời lên sâu khấu vinh danh nhân dịp kỉ niệm 100 năm ngày sinh Vua hài. Năm 1995, để vinh danh nữ chủ tịch ban giám khảo liên hoan Jeanne Moreau, nữ ca sĩ Vanessa Paradis đã lên sâu khấu trình bày lại ca khúc Le Tourbillon de la vie của bộ phim Jules et Jim mà Moreau là ngôi sao chính. Năm diễn viên của bộ phim Indigènes là Samy Naceri, Jamel Debbouze, Roschdy Zem, Sami Bouajila và Bernard Blancan khi được đồng trao giải Vai nam chính xuất sắc nhất đã đồng ca bài hát Le Chant des tirailleurs để tưởng nhớ những người lính gốc thuốc địa đã chiến đấu vì nước Pháp trong Thế chiến Thứ hai, đây chính là nội dung của bộ phim Indigènes.
Tại Liên hoan phim Cannes 1998, Gilles Jacob cho thành lập quỹ Cinéfondation nhằm hỗ trợ việc làm phim trên thế giới cũng như giúp các nhà điện ảnh trẻ tạo dựng danh tiếng. Hàng năm Cinéfondation đưa các đạo diễn từ nhiều nước trên thế giới tới làm việc tại Paris, hỗ trợ họ về kịch bản và tài chính cũng như tạo điều kiện cho các nhà điện ảnh này tới xem miễn phí tại nhiều rạp phim của Paris. Từ đầu thập niên 2000, Cinéfondation còn giúp hơn 1000 bộ phim của các nhà làm phim sinh viên được trình chiếu tại liên hoan phim Cannes. Bắt đầu từ Liên hoan phim Cannes 2005, quỹ Cinéfondation đứng ra tổ chức Atelier (Xưởng phim), nơi các đạo diễn trẻ có thể trao đổi và học hỏi kinh nghiệm làm phim từ những nhà điện ảnh danh tiếng.
Từ năm 2002, Liên hoan phim quốc tế (Festival international du film) bắt đầu lấy tên chính thức là Liên hoan Cannes (Festival de Cannes), tên gọi vốn đã được sử dụng rộng rãi từ trước đó.

### Hiện tại
Năm 2007 liên hoan phim Cannes kỉ niệm sinh nhật lần thứ 60, sự kiện này đã gây ra một số thắc mắc vì liên hoan được tổ chức lần đầu năm 1946 và tính cho đến năm 2007 thì mới có 59 liên hoan phim Cannes được tổ chức (liên hoan không được tổ chức vào các năm 1948 và 1950). Nhân dịp này các nhà tổ chức đã cho trình chiếu bộ phim dài kỉ lục của liên hoan, đó là bộ phim tài liệu "The War" về Chiến tranh thế giới thứ hai của đạo diễn Ken Burns. Với thời lượng 14 tiếng, bộ phim đã phá kỉ lục trước đó là 6 tiếng của phim Nos meilleures années và 4 tiếng 40 phút của Parsifal. Cũng tại liên hoan này, Luc Besson, chủ tịch Liên hoan phim Cannes 2000, đã thành lập sự kiện "Liên hoan phim Cannes và ngoại ô" (Festival Cannes et Banlieues) với khẩu hiệu "Nếu bạn không thể tới Cannes, Cannes sẽ tới với bạn!" (Si tu ne peux pas aller à Cannes, c'est Cannes qui viendra à toi!) nhằm mục đích trình chiếu các bộ phim dự thi chính thức tại những vùng ngoại ô của Paris kèm theo một bộ phim ngắn nói về lịch sử 60 năm của liên hoan Cannes.

## Cơ cấu

### Cơ cấu chính thức

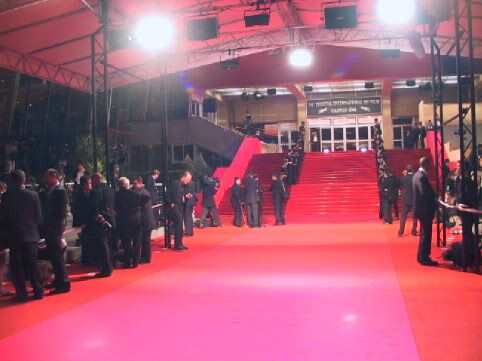
Các bậc thang của Cung Liên hoan và Hội nghị.

Dưới đây là các sự kiện chính của liên hoan phim Cannes:
- Buổi lễ tuyển chọn tác phẩm:
  - In competition: các tác phẩm được trình chiếu tại nhà hát Lumiere và đồng thời còn được tuyển chọn đi tranh giải Cành cọ vàng.
  - Out of competition: các tác phẩm được trình chiếu tại nhà hát Lumiere nhưng không được tuyển chọn đi tranh giải Cành cọ vàng.
  - Hạng mục Phim ngắn
  - Un Certain Regard, trao từ 1978
  - Cinéfondation, trao từ 1998
- Les sections parallèles créées par le Festival:
  - Cinéma de toujours, créée en 1992
  - Cannes Classics, créée en 2004
- Les sections parallèles créées par un organisme extérieur:
  - La Semaine de la critique, créée en 1962
  - La Quinzaine des réalisateurs, créée en 1969

### Lựa chọn phim
Một bộ phim đủ tiêu chuẩn tham gia liên hoan Cannes chỉ khi nó được hoàn thành trong vòng 12 tháng trước liên hoan và chỉ được chiếu tại nước sản xuất cũng như chưa được tham gia một liên hoan phim quốc tế nào khác. Với phim ngắn, thời gian tối đa cho một phim tham gia dự thi là 15 phút.. Hiện nay việc lựa chọn phim tham gia thi được tiến hành bởi hai hội đồng với 1 do Gilles Jacob thành lập và Thierry Frémaux điều hành với nhiệm vụ duyệt phim nước ngoài. Thành phần hội đồng chọn phim nước ngoài gồm 4 người, một nhà báo, một đạo diễn, một người yêu điện ảnh và Laurent Jacob, con trai của Gilles Jacob. Hội đồng thứ hai chuyên duyệt phim Pháp cho tới nay vẫn được giữ bí mật về thành phần tham gia hội đồng. Hai hội đồng này sẽ duyệt 6 phim một ngày với số lượng phim thuộc nhiều thể loại mỗi năm một tăng. Nếu như năm 2005, các hội đồng chọn phim phải xem 3.200 phim điện ảnh thì con số này của năm 2007 đã lên tới 4.000 phim. Trước kia chính phủ Pháp đôi khi cũng gây sức ép tới quyết định của hội đồng, tuy nhiên việc này đã chấm dứt từ thập niên 1970.

### Giải thưởng
Tại liên hoan phim Cannes đầu tiên vào năm 1946, chỉ có duy nhất một Giải thưởng lớn (Grand prix) để trao cho phim xuất sắc nhất. Một năm sau đó giải thưởng được chia thành nhiều hạng mục như phim phiêu lưu và hình sự, phim hoạt hình, phim tâm lý tình cảm, phim xã hội và phim ca nhạc hài kịch. Cách phân chia này chỉ diễn ra duy nhất trong Liên hoan phim Cannes 1947. Trong thập niên 1950, đặc biệt là trong thời gian Jean Cocteau làm chủ tịch liên hoan phim, người ta đã trao nhiều giải thưởng khá đặc biệt, ví dụ Giải phim trữ tình (Prix du film lyrique) tại Liên hoan phim Cannes 1952 hay Giải quốc tế cho phim hài (Prix International du film de la bonne humeur) tại Liên hoan phim Cannes 1953 hay thậm chí là Giải quốc tế cho phim kể chuyện bằng hình ảnh xuất sắc nhất (Prix International du film le mieux raconté par l'image) cũng tại Liên hoan 1953. Sau khi ban giám khảo trao cho Barton Fink ba giải quan trọng tại Liên hoan phim Cannes 1991, luật trao giải đã được sửa đổi sao cho một bộ phim không thể được nhận quá nhiều giải, trừ giải diễn xuất thì có thể kèm theo một giải khác.
Từ Liên hoan phim Cannes 1955, giải thưởng cao quý nhất được trao tại Cannes là giải Cành cọ vàng (Palme d'or) trao cho phim hay nhất. Đứng thứ hai sau giải Cành cọ vàng là Giải thưởng lớn của ban giám khảo (Grand prix). Danh sách cụ thể các giải thưởng gồm:
- Giải chính thức cho phim dài:
  - Cành cọ vàng (Palme d'or), được trao từ năm 1955 cho phim hay nhất.
  - Giải thưởng lớn (Grand prix) trao cho phim được ban giám khảo đánh giá là đặc sắc nhất.
  - Giải cho nam diễn viên xuất sắc nhất (Prix d'interprétation masculine) trao cho nam diễn viên có diễn xuất tốt nhất.
  - Giải cho nữ diễn viên xuất sắc nhất (Prix d'interprétation féminine) trao cho nữ diễn viên có diễn xuất tốt nhất.
  - Giải cho đạo diễn xuất sắc nhất (Prix de la mise en scène) trao cho đạo diễn.
  - Giải cho kịch bản hay nhất (Prix du scénario) trao cho biên kịch có kịch bản xuất sắc nhất.
  - Giải của Ban Giám khảo (Prix du Jury).
  - Giải kỷ niệm của liên hoan phim Cannes (Trophée du Festival de Cannes) để vinh danh các nghệ sĩ điện ảnh cho toàn bộ sự nghiệp.
  - Giải phê bình phim quốc tế (Prix de la Critique internationale), được trao riêng năm 1946 cho đạo diễn Georges Rouquier với phim Farrebique vốn không lọt qua vòng tuyển chọn phim.
- Giải chính thức cho phim ngắn:
  - Cành cọ vàng cho phim ngắn (Palme d'or du court-métrage) trao cho phim ngắn hay nhất.
  - Giải thưởng của ban giám khảo cho phim ngắn (Prix du jury du court-métrage)
- Các giải thưởng khác:
  - Giải nhà làm phim trẻ (Prix de la jeunesse) được một ban giám khảo gồm các nhà làm phim trẻ trao cho tác phẩm đầu tay hoặc tác phẩm thứ hai của một nghệ sĩ.
  - Giải máy quay vàng (Caméra d'or), được trao từ năm 1978 cho phim đầu tay xuất sắc nhất.
  - Prix Orange được hiệp hội nhà báo trao cho các nam và nữ diễn viên
  - Soleil d'or được trao bởi CCAS
  - Prix Œcuménique được trao cho phim dài thể hiện tốt nhất sự đa dạng văn hóa
  - Prix Fipresci trao cho phim thể hiện cá tính hoặc thể nghiệm đặc biệt
  - Prix François Chalais trao cho phim thể hiện các giá trị báo chí
  - Trophée Chopard trao cho nam hoặc nữ diễn viên
  - Prix Vulcain de l'artiste technicien trao cho hạng mục kỹ thuật làm phim
  - Giải Roberto Rossellini trao cho các nhà điện ảnh thể hiện những giá trị nhân văn theo phong cách của Roberto Rossellini

### Lãnh đạo
Ban lãnh đạo của liên hoan phim gồm rất nhiều người đảm nhiệm các vị trí khác nhau. Tính đến Liên hoan phim Cannes 2000, vị trí lãnh đạo cao nhất (direction) của liên hoan được chia thành hai vị trí: Chủ tịch (Président) và Tổng đại diện (Délégué général), tương đương với vai trò điều hành chung và giám đốc nghệ thuật của liên hoan phim. Từ Liên hoan phim Cannes 2001, sau khi Gilles Jacob được bầu làm Chủ tịch liên hoan phim, để trợ giúp cho Jacob, người ta đã lập ra hai vị trí mới là Tổng giám đốc (directeur générale) phụ trách điều hành và Đại diện nghệ thuật (Délégué artistique) phụ trách lựa chọn phim. Ban lãnh đạo của liên hoan phim Cannes từ năm 2001 cũng được bổ sung vị trí quản lý tài chính (contrôleur financier). Dưới đây là danh sách những người đảm nhiệm các vị trí lãnh đạo cao nhất trong hơn 60 năm lịch sử liên hoan phim:
| Année | Nom                   | Rôle                                     |
| ----- | --------------------- | ---------------------------------------- |
| 1949  | Jean Touzet du Vigier | ► Tổng thư ký (Secrétaire général)       |
| 1952  | Robert Favre Le Bret  | ► Tổng đại diện (Délégué général)        |
| 1972  | Robert Favre Le Bret  | ► Chủ tịch (Président)                   |
| 1972  | Maurice Bessy         | ► Tổng đại diện (Délégué général)        |
| 1978  | Gilles Jacob          | ► Tổng đại diện (Délégué général)        |
| 1984  | Pierre Viot           | ► Chủ tịch (Président)                   |
| 1984  | Robert Favre Le Bret  | ► Chủ tịch danh dự (Président d'honneur) |
| 1985  | Michel P. Bonnet      | ► Tổng thư ký (Secrétaire général)       |
| 1991  | François Erlenbach    | ► Tổng thư ký (Secrétaire général)       |
| 2001  | Gilles Jacob          | ► Chủ tịch (Président)                   |
| 2001  | Véronique Cayla       | ► Tổng giám đốc (Directrice générale)    |
| 2001  | Thierry Frémaux       | ► Tổng đại diện (Délégué général)        |
| 2005  | Catherine Démier      | ► Tổng giám đốc (Directrice générale)    |

Tổng thư ký (Secrétaire général)Người chịu trách nhiệm tiếp nhận tác phẩm dự thi.
Đại diện nghệ thuật (Délégué artistique)Người chịu trách nhiệm lựa chọn tác phẩm tham gia thi chính thức.
Tổng đại diện (Délégué général)Người được chủ tịch liên hoan phim lựa chọn để quản lý chung và trợ giúp trực tiếp chủ tịch.
Chủ tịch (Président)Người chịu trách nhiệm chính của liên hoan phim.
Tổng giám đốc (Directeur général)Người giám sát các hoạt động của liên hoan phim, đây là vị trí cao thứ hai trong ban lãnh đạo sau chủ tịch.

## Liên hoan phim

### Lễ hội

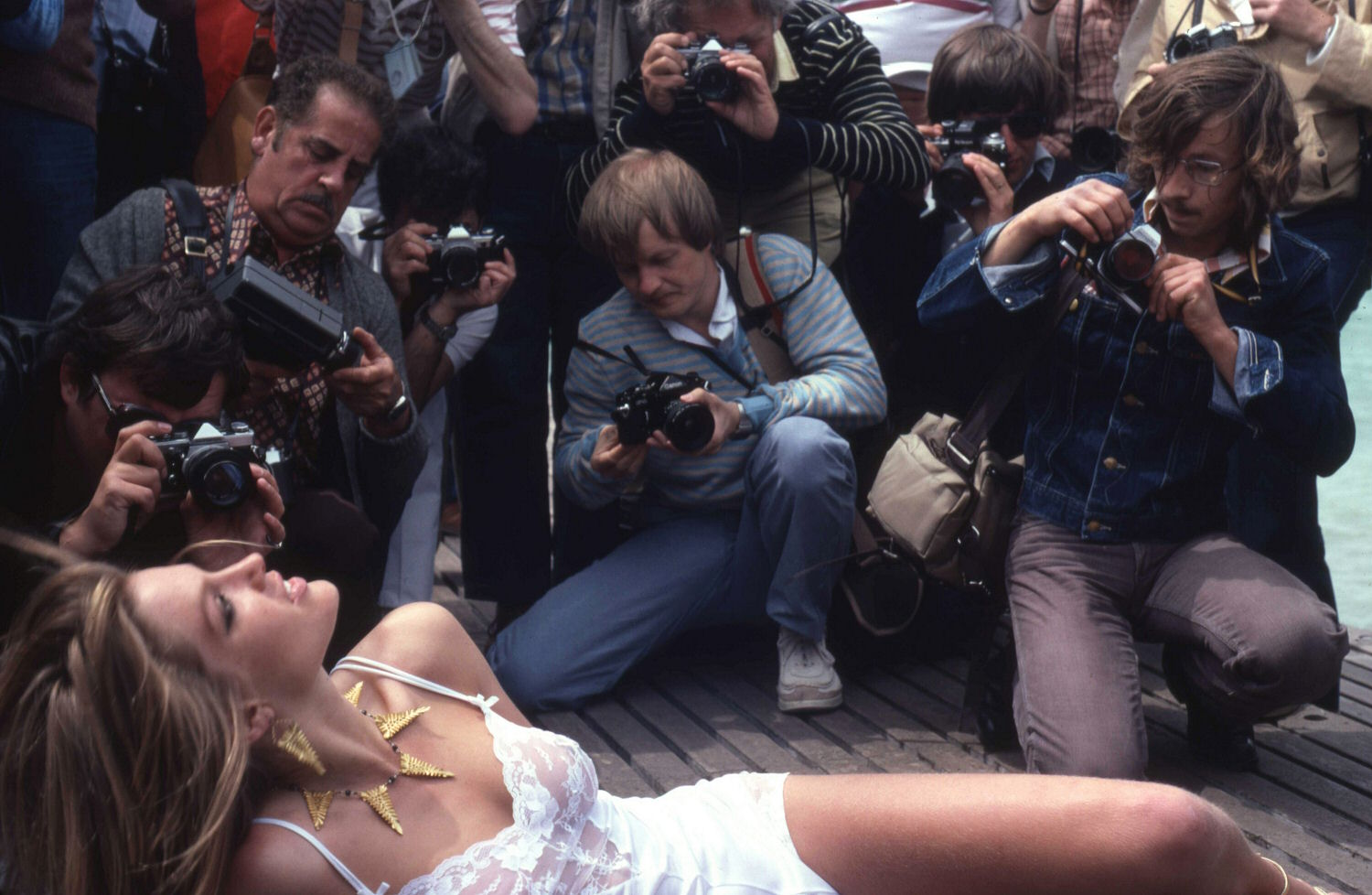
Một ngôi sao trẻ (starlette) trước giới phóng viên tại Cannes.

Trong chừng hơn 10 ngày, cuộc sống của toàn bộ thành phố biển Cannes bị xáo trộn vì liên hoan phim đặc biệt là tại khu vực Đại lộ Croisette. Trong mỗi ngày của liên hoan phim, một bộ phim dự thi chính thức sẽ được chiếu trước công chúng và giới báo chí trong đó buổi chiếu chính thức thường là buổi chiếu tối với màn ra mắt của các ngôi sao tham gia phim cũng như đạo diễn của bộ phim. Trong các buổi chiếu này, giới báo chí sẽ được nhận quyền ưu tiên do cơ quan báo chí của liên hoan phim cung cấp. Trang phục của các ngôi sao khi bước trên thảm đỏ ra mắt công chúng (montée des marches) được quy định rất chặt chẽ. Với nam là smoking kiểu truyền thông còn nữ là váy đầm dạ hội thường do các nhà mốt nổi tiếng thiết kế. Tuy nhiên vẫn có những nhân vật nổi tiếng không tuân theo quy định này, tiêu biểu là Pablo Picasso khi tham dự Liên hoan phim Cannes 1953 chỉ mặc một chiếc áo vest da cừu chứ không mặc cả bộ smoking. Bên cạnh các buổi trình chiếu chính thức, liên hoan Cannes còn là nơi quảng bá cho các bộ phim mới cũng như trao đổi hợp đồng phim quốc tế thông qua vô số các lễ hội nhỏ với sự tham gia của các ngôi sao điện ảnh.
Từ Liên hoan phim Cannes 1991, ban tổ chức liên hoan bắt đầu mở chương trình La leçon de cinéma ("Bài học điện ảnh"). Đây là các buổi nói chuyện do những nhân vật có tiếng của điện ảnh thế giới như Nanni Moretti, Oliver Stone, Stephen Frears, Francesco Rosi, Vương Gia Vệ hay Sydney Pollack chủ trì. Những người chủ trì sẽ nói chuyện về những kinh nghiệm của họ trong nghề điện ảnh nhằm giúp những người yêu điện ảnh hiểu thêm về nghệ thuật thứ bảy cũng như các công đoạn liên quan tới việc làm phim. Từ năm 2003, tiếp nối thành công của La leçon de cinéma, ban tổ chức liên hoan phim mở La leçon de musique ('Bài học âm nhạc") với người chủ trì là những nhạc sĩ danh tiếng như Nicola Piovani hay Alexandre Desplat, tới năm 2004 công chúng được tiếp cận với các ngôi sao điện ảnh thông qua Leçon d'acteur ("Bài học diễn viên") với nhiều diễn viên nổi tiếng như Catherine Deneuve, Max Von Sydow và Gena Rowlands.

### Truyền thông và tài trợ

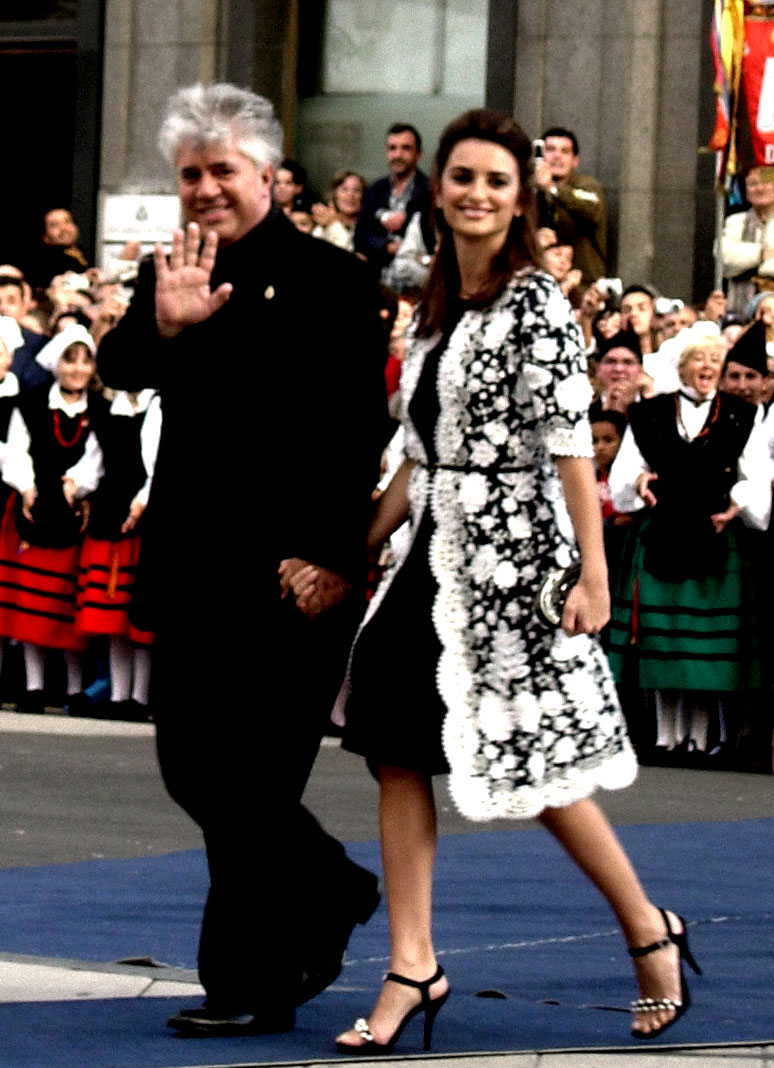
Penélope Cruz và Pedro Almodóvar tại Cannes năm 2006.

Hãng mua bản quyền truyền hình của liên hoan phim Cannes trong thời gian gần đây là Canal+, hãng này đã bỏ ra 6,5 triệu euro để tường thuật trực tiếp Liên hoan phim Cannes 2007. Các nhà tài trợ lớn khác của liên hoan phim là tập đoàn mỹ phẩm L'Oréal, hãng sản xuất xe hơi Renault và Audi.
Bên cạnh các tờ báo và tạp chí lớn chuyên tường thuật về liên hoan như Paris Match, Le Monde, Première, liên hoan Cannes cũng đón một lượng lớn các báo và kênh truyền hình hàng năm. Tính riêng năm 2007 tại Cannes đã có 4.500 nhà báo, 300 phóng viên ảnh của trên 1.000 báo viết, 300 kênh truyền hình và 200 hãng thông tấn, 150 đài phát thanh tới đưa tin về sự kiện hàng đầu của điện ảnh thế giới này.

### Các kỷ lục

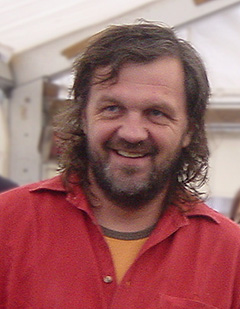
Đạo diễn Emir Kusturica đã từng 2 lần giành giải Cành cọ vàng.

Trong số các nhà điện ảnh tham dự liên hoan phim thì có một số người thường được hưởng sự ưu ái từ ban tổ chức vì phong cách và nghệ thuật làm phim của họ. Trên áp phích kỉ niệm 60 năm ngày thành lập liên hoan phim Cannes, người ta có thể thấy 9 nhà điện ảnh nổi tiếng được coi là "con cưng" ("chouchou") ở Cannes, đó là Souleymane Cissé, Penélope Cruz, Vương Gia Vệ, Juliette Binoche, Jane Campion, Gérard Depardieu, Bruce Willis, Samuel L. Jackson và Pedro Almodóvar. Các đạo diễn từng hai lần giành giải Cành cọ vàng, giải thưởng cao quý nhất của liên hoan, là Francis Ford Coppola (với The Conversation và Apocalypse Now), Bille August (với Pelle le conquérant và Les Meilleures Intentions), Shōhei Imamura (với La Ballade de Narayama và L'Anguille), Emir Kusturica (với Papa est en voyage d'affaires và Underground), Luc và Jean-Pierre Dardenne (với Rosetta và L'Enfant). Emir Kusturica ngoài hai giải Cành cọ vàng còn được trao giải Đạo diễn xuất sắc nhất (Prix de la mise en scène) với Le Temps des Gitans và giải Giáo dục quốc gia (prix de l'Education Nationale) với La vie est un miracle. Trong số các đạo diễn có nhiều phim được chọn tham dự liên hoan có thể kể tới Federico Fellini và Carlos Saura (11 phim), Ingmar Bergman và André Téchiné (10 phim), Wim Wenders, Luis Buñuel, Michael Cacoyannis, Ettore Scola và Andrzej Wajda (9 phim) hay Claude Lelouch (7 phim).
Trong lịch sử hơn 60 năm của giải Cannes, chỉ có rất ít diễn viên từng hai lần được trao giải thưởng ở hạng mục diễn xuất. Các nam diễn viên từng hai lần giành giải Vai nam chính xuất sắc nhất (Prix d'interprétation masculine) là Marcello Mastroianni (Drame de la jalousie và Les Yeux noirs), Dean Stockwell (Le Génie du mal và Long voyage vers la nuit) và Jack Lemmon (Missing và Le Syndrome chinois). Các nữ diễn viên từng hai lần giành giải Vai nữ chính xuất sắc nhất (Prix d'interprétation féminine) là Isabelle Huppert (Violette Nozière và La Pianiste), Helen Mirren (Cal và La Folie du roi George), Barbara Hershey (Le Bayou và Un monde à part) và Vanessa Redgrave (Morgan và Isadora).

## Chỉ trích và bê bối

### Quyết định của ban giám khảo

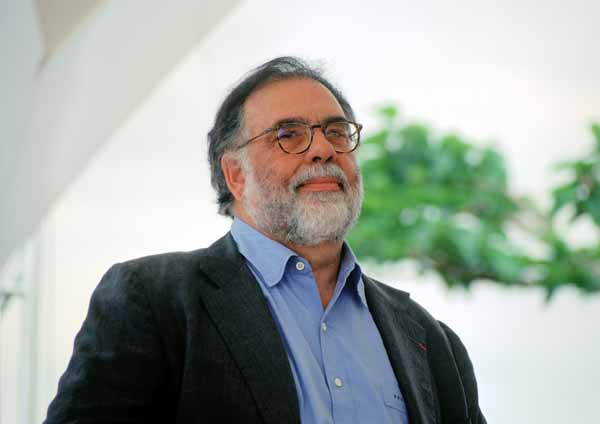
Francis Ford Coppola tại Liên hoan phim Cannes 2001, ông là người đồng chiến thắng giải Cành cọ vàng năm 1979 với Volker Schlöndorff.

Các quyết định của ban giám khảo liên hoan phim Cannes đã nhiều lần gây ra tranh cãi hoặc chịu sự chỉ trích từ phía báo giới và từ chính các thành viên ban giám khảo. Năm 1960, tác phẩm L'Avventura, phần đầu trong bộ ba phim L'Éclipse và La Nuit của Michelangelo Antonioni khi công chiếu đã nhận được phản ứng hết sức lạnh nhạt của công chúng, thậm chí khi đạo diễn và nữ diễn viên chính của phim lên nhận Giải của Ban giám khảo, họ còn bị khán giả ném cà chua. Bảy tháng sau khi được chỉ định làm chủ tịch ban giám khảo Liên hoan phim Cannes 1979, nữ nhà văn Françoise Sagan trên tờ Le Matin de Paris đã chỉ trích ban giám đốc của liên hoan phim Cannes trong việc gây sức ép lên ban giám khảo (vốn nghiêng về bộ phim Le Tambour của Volker Schlöndorff) nhằm trao giải Cành cọ vàng cho tác phẩm Apocalypse Now của Francis Ford Coppola. Kết quả cuối cùng của liên hoan 1979 là cả hai bộ phim cùng được chấm ngang điểm và cùng được trao giải Cành cọ vàng. Theo quy tắc thông thường, các thành viên ban giám khảo sẽ giữ bí mật quyết định của mình kể cả sau khi liên hoan phim kết thúc, vì vậy những tiết lộ của Sagan đã châm ngòi cho báo giới Pháp chỉ trích nặng nề liên hoan phim, tuy nhiên ban giám đốc của liên hoan không hề đáp lại hoặc giải thích chính thức về những chỉ trích này. Đôi khi những bê bối về giải thưởng đến từ sự thiếu nhất trí của các thành viên ban giám khảo. Trong Liên hoan phim Cannes 1987, bộ phim Les Yeux noirs của đạo diễn người Liên Xô Nikita Mikhalkov được đa số thành viên ban giám khảo yêu thích, tuy nhiên vị giám khảo Elem Klimov lại cho rằng tác phẩm của Mikhalkov chỉ là "rác rưởi" và dọa sẽ rút khỏi ban giám khảo nếu Les Yeux noirs được trao giải Cành cọ vàng. Cuối cùng để tránh cho liên hoan khỏi đổ vỡ, ban giám khảo quyết định trao Cành cọ vàng cho bộ phim của đạo diễn Maurice Pialat Sous le soleil de Satan. Cũng tại Liên hoan phim Cannes 1987, bộ phim Yeelen của Souleymane Cissé trở thành tác phẩm điện ảnh đầu tiên của châu Phi tham gia liên hoan Cannes và lập tức được trao Giải của Ban giám khảo. Trong buổi lễ trao giải, một người đàn ông đã nhảy lên cướp micro và xỉ nhục đạo diễn Cissé khiến đạo diễn Maurice Pialat, người đã ủng hộ bộ phim từ khi nó còn bị công chúng phản đối, phải can thiệp ngay trên sân khấu trao giải. Tại Liên hoan phim Cannes 1994, bộ phim gây nhiều tranh cãi Pulp Fiction của đạo diễn Quentin Tarantino khi nhận giải Cành cọ vàng cũng gặp phải sự la ó từ khán giả, Tarantino đã trả đũa bằng một ngón tay giữa. Năm 2004, tới lượt chính Quentin Tarantino, với tư cách trưởng ban giám khảo, bị một số ý kiến nghi ngờ rằng ông thiên vị khi trao giải Cành cọ vàng cho bộ phim tài liệu cũng gây nhiều tranh cãi là Fahrenheit 9/11 của đạo diễn Michael Moore.
Ban giám khảo liên hoan phim Cannes còn chịu sự chỉ trích vì đã bỏ qua nhiều đạo diễn huyền thoại trong danh sách trao giải. Có thể kể tới các đạo diễn Ingmar Bergman, Woody Allen, Alfred Hitchcock, Stanley Kubrick, Steven Spielberg, Claude Sautet, Bertrand Tavernier, André Téchiné và François Truffaut. Đạo diễn nổi tiếng của Điện ảnh Pháp Jean-Luc Godard thì thập chí tới năm 1980 mới có phim đầu tiên được chọn tham gia thi chính thức tại Cannes là Sauve qui peut (la vie). Cho tới năm 2009 cũng mới chỉ có duy nhất một nữ đạo diễn từng được trao giải Cành cọ vàng, đó là nữ đạo diễn người New Zealand Jane Campion với bộ phim La Leçon de piano. Về phía hội đồng chọn phim của liên hoan phim Cannes, tổ chức này cũng thường bị báo giới chĩa mũi nhọn vì hiếm khi chọn các phim thuộc thể loại võ hiệp hoặc kinh dị tham dự thi.

### Kiểm duyệt

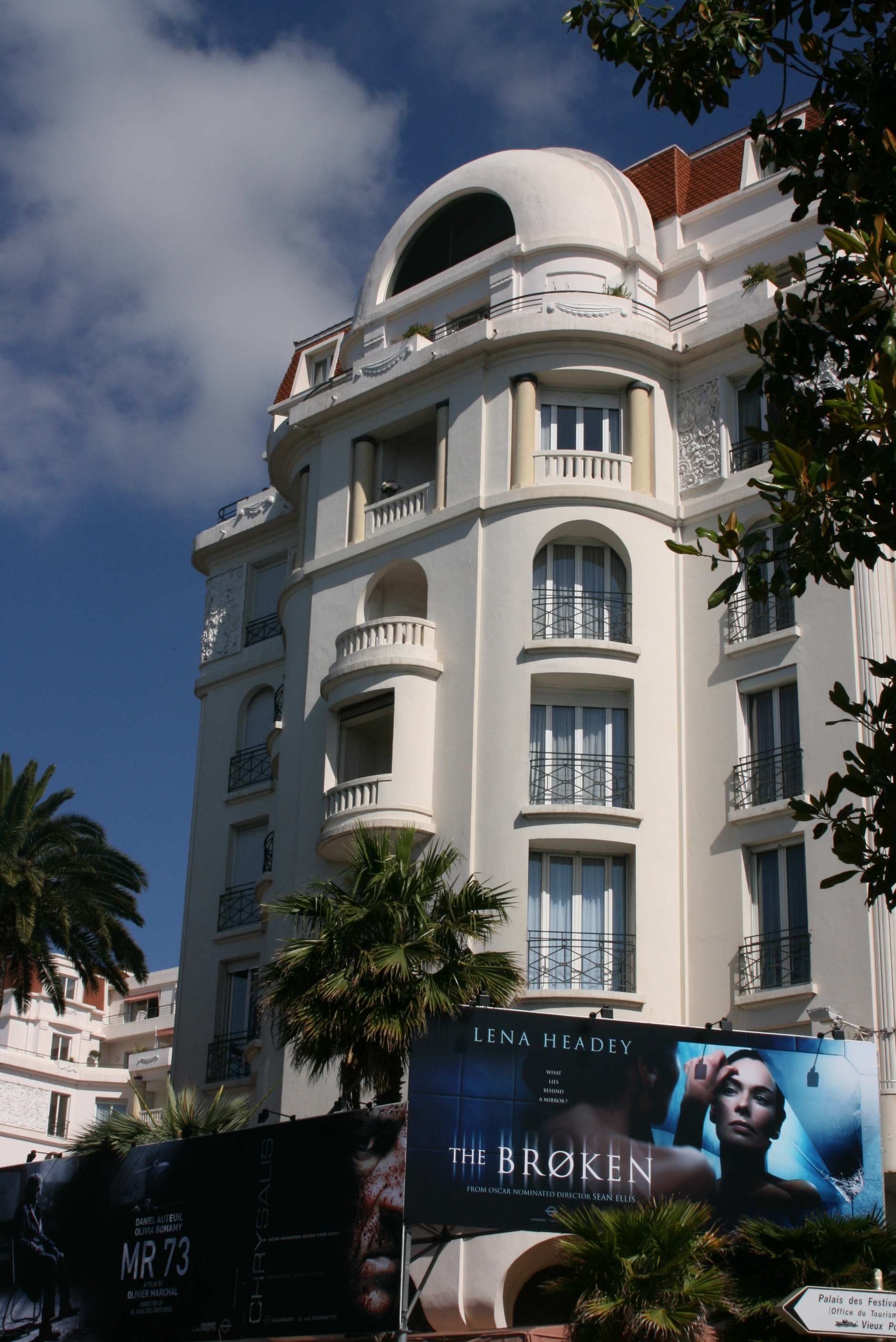
Khách sạn "Majestic" nổi tiếng của liên hoan phim.

Trong thời gian đầu, các bộ phim được chọn tham dự liên hoan phim thường phải đảm bảo điều kiện của chính phủ Pháp là không động chạm tới chính trị các nước có phim tham gia. Năm 1956, nước chủ nhà Pháp đã chấp nhận đề nghị của Cộng hòa Liên bang Đức rút bộ phim tài liệu Nuit et brouillard của đạo diễn Alain Resnais ra khỏi liên hoan vì nó nói tới vấn đề nhạy cảm Shoah và các trại tập trung của Đức Quốc xã. Đã có một số cuộc biểu tình ở Pháp và Đức diễn ra để phản đối quyết định này. Kể từ năm 1956, sự can thiệp của chính trị vào việc kiểm duyệt phim tham gia dự thi gần như được bãi bỏ. Năm 2003, Guizi lai le của đạo diễn Khương Văn được dự thi chính thức mặc dù nó chưa được cấp phép chiếu tại quốc gia sản xuất Cộng hòa Nhân dân Trung Hoa, bộ phim vì vậy mặc dù được đánh giá cao tại Cannes nhưng vẫn bị cấm chiếu 5 năm tại Trung Quốc. Tại Liên hoan phim Cannes 2007, Quỹ điện ảnh Farabi thuộc Bộ Văn hóa Iran đã gửi thư chính thức tới đại sứ quán Pháp tại Tehran để phản đối việc bộ phim hoạt hình Persépolis của Marjane Satrapi được chọn dự thi chính thức với lý do đây là một hành động chính trị và phản văn hóa., tuy nhiên bộ phim vẫn được chiếu tại Cannes và nhận được nhiều lời tán thưởng.
Không chỉ gặp cản trở từ phía chính phủ các quốc gia, đôi khi Liên hoan phim Cannes còn gặp chỉ trích đến từ Giáo hội Công giáo. Năm 1960, tờ L'Osservatore Romano của Vatican đã đăng liền 7 bài báo chỉ trích bộ phim Ý La Dolce Vita của đạo diễn Federico Fellini lúc đó vừa được trao giải Cành cọ vàng, các giáo dân còn bị cảnh báo sẽ bị rút phép thông công nếu xem bộ phim này. Mãi cho tới năm 1994, vài tháng sau khi đạo diễn Fellini qua đời, Nhà thờ Công giáo mới xóa bỏ luật cấm. Tại Liên hoan phim Cannes 1961, bộ phim Viridiana của Luis Buñuel mặc dù được dự thi chính thức nhưng lại bị cấm tại chính quốc gia sản xuất là Tây Ban Nha và bị Nhà thờ Công giáo La Mã chỉ trích vì tội báng bổ. Tất cả những cản trở kể trên vẫn không ngăn được ban giám khảo liên hoan phim Cannes trao cho Viridiana giải thưởng cao nhất Cành cọ vàng. Năm 2006, một lần nữa Liên hoan phim Cannes bị Nhà thờ Công giáo chỉ trích vì đã khai mạc bằng bộ phim gây nhiều tranh cãi Mật mã Da Vinci của đạo diễn Ron Howard..

### Bê bối

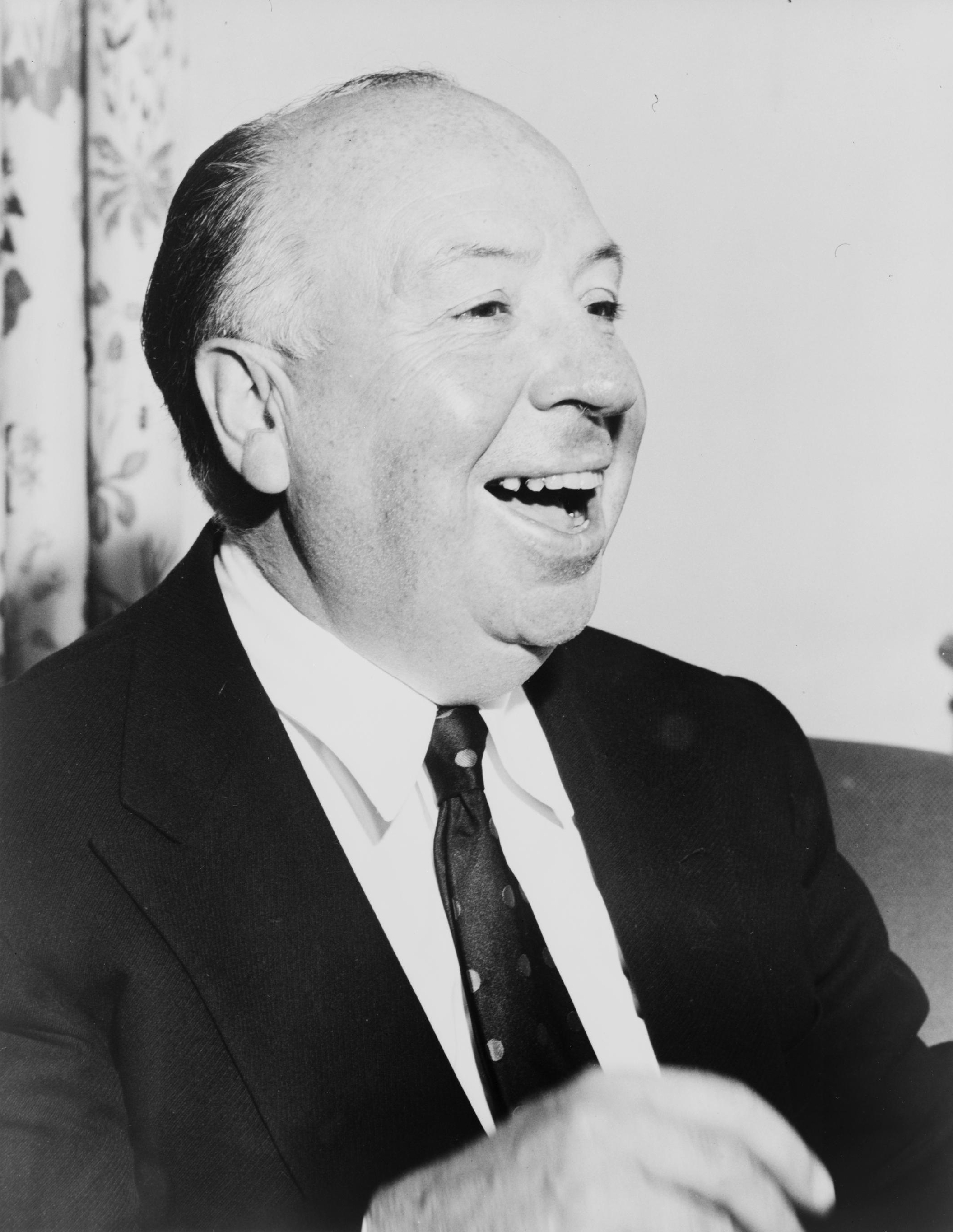
Alfred Hitchcock đã không gặp may tại Cannes khi công chiếu bộ phim Les Enchaînés do ông đạo diễn.

Ngay tại liên hoan phim Cannes chính thức đầu tiên năm 1946, buổi công chiếu bộ phim Les Enchaînés của đạo diễn Alfred Hitchcock đã trở thành thảm họa khi các kỹ thuật viên trộn lẫn các cuộn phim với nhau. Năm 1975, Cung Liên hoan và Hội nghị Cannes đã bị một tổ chức quá khích đánh bom, rất may là không có ai bị thương và liên hoan vẫn tiếp tục diễn ra như bình thường. Năm 1983, một sự kiện hi hữu đã diễn ra ở Cannes khi các phóng viên ảnh đồng loạt bãi công để phản đối việc ngôi sao của phim L'Été meurtrier là Isabelle Adjani từ chối tham gia họp báo.
Năm 1954, liên hoan Cannes phải đối mặt với vụ bê bối lớn khi nữ diễn viên Simone Silva trong khi chụp ảnh với ngôi sao Robert Mitchum trước báo giới đã đồng ý bỏ áo ngực để thay vào đó là hai bàn tay của Mitchum. Vụ bê bối này vừa làm ảnh hưởng tới liên hoan, vừa hủy hoại sự nghiệp của Silva, cô tự tử sau sự kiện này chỉ 3 năm. Tại Liên hoan phim Cannes 2005, trong khi bước trên thảm đỏ, Sophie Marceau cũng bất cẩn để lộ một phần ngực, sự kiện này cũng gây nên một vụ bê bối nhỏ.

## Phụ lục
Dưới đây là một số con số đáng chú ý của liên hoan sau 50 năm tổ chức từ 1946 đến 1996:
- Các quốc gia có nhiều phim dự thi chính thức nhất:
  -  Hoa Kỳ: 306 phim
  -  Pháp: 277 phim
  -  Ý: 177 phim
  -  Anh Quốc: 150 phim
  -  Đức: 78 phim
- Các quốc gia có ít phim dự thi chính thức nhất (1 phim):
  - Bản mẫu:Sri Lanka (1957)
  - Bản mẫu:Chypre (1961)
  - Bản mẫu:Gabon (1963)
- Đã có tổng cộng 1.825 phim được chiếu chính thức tại 50 liên hoan phim Cannes với bộ phim đầu tiên là Les Enchaînés của đạo diễn Alfred Hitchcock.
- Từ năm 1946 đến năm 1996 đã có tổng cộng 58 Cành cọ vàng được trao, các nước giành được nhiều Cành cọ vàng nhất là:
  -  Hoa Kỳ: 14 Cành cọ vàng
  -  Ý: 9 Cành cọ vàng
  -  Anh Quốc: 8 Cành cọ vàng
  -  Pháp: 7 Cành cọ vàng
  -  Nhật Bản: 3 Cành cọ vàng

Phim điện ảnh
- 1978: Evening in Byzantium của Jerry London. Liên hoan bị tấn công và phải tạm ngưng do khủng bố. Đạo diễn bởi Jerry London với diễn xuất của Glenn Ford và Eddie Albert. Dựa trên tác phẩm của Irwin Shaw.
- 1979: Une affaire presque parfaite của Jerry London. Một bộ phim tình cảm hài hước về chuyện tình giữa một nhà làm phim với vợ của người sản xuất diễn ra trong chính liên hoan phim Cannes với diễn xuất của Keith Carradine.
- 1982: La Mémoire của Youssef Chahine
- 1986: Canned Film Festival (TV)
- 1994: La Cité de la peur của Alain Berbérian. Một phim hài được đạo diễn bởi Alain Berberian với diễn xuất của Alain Chabat, Chantal Lauby, Gérard Darmon.
- 1994: Grosse Fatigue của Michel Blanc
- 1997: Especial Cannes: 50 Anos de Festival của Fernando Matos Silva (TV)
- 1997: Cannes... les 400 coups của Gilles Nadeau
- 1997: Crème et Châtiment của Jan Bucquoy
- 2000: Murder at the Cannes Film Festival của Harvey Frost (TV)
- 2001: Festival in Cannes của Henry Jaglom. Phim về màn thỏa thuận của ngành công nghiệp giải trí giữa những nhà làm phim với nhau diễn ra trong suốt liên hoan phim. Đạo diễn bởi Henry Jaglom với diễn xuất của Greta Scacchi, Maximilian Schell và Ron Silver.
- 2002: Femme fatale của Brian De Palma. Phim hành động kể về việc đánh cắp những viên kim cương được đeo bởi một người mẫu nổi tiếng nhân dịp dự liên hoan. Đạo diễn bởi Brian De Palma với diễn xuất củaRebecca Romijn và Antonio Banderas.
- 2004: Souvenirs d'un président de festival de Cannes của Elio Lucantonio
- 2004: Quand Cannes flirte avec l'Histoire của Bruno Roy
- 2005: Les Vacances de Noël của Jan Bucquoy và Francis De Smet
- 2006: Cannes, 60 ans d'histoire của Gilles Nadeau
- 2006: Une année à Cannes của Bruno Roy (TV)
- 2007: Les Vacances de Mr. Bean của Steve Bendelack
- 2007: Tenue de soirée của Michel Drucker (TV)
- 2007: Une année à Cannes của Bruno Roy (TV)
- 2008: Panique à Hollywood của Barry Levinson